# Hadeland Folkemuseum
Hadeland Folkemuseum (deutsch wörtlich „Hadeland-Volksmuseum“) ist ein Heimatmuseum in Hadeland, einer der traditionellen Landschaften (Distrikter) Norwegens. Es befindet sich in Tingelstad, einer Ortschaft in der Kommune Gran in der norwegischen Provinz (Fylke) Innlandet, keine 5 km östlich des Randsfjordsees.
Das 1913 gegründete Freilichtmuseum illustriert anschaulich die lokale Geschichte mehrerer tausend Jahre an einem einzigen Ort und bietet im Sommerhalbjahr eine Vielfalt von Erlebnissen. Es verfügt über mehr als dreißig Gebäude, womit die historisch unterschiedlichen Gebäudetypen, Bauernhöfe sowie hochinteressante Werkstätten aus der Zeit vom 17. bis zum 19. Jahrhundert gezeigt werden. Dazu gehört eine Bachmühle, eine Tischlerei und eine Weberei. Besucher haben die Möglichkeit, hier Geschichte zu „erwandern“ und mit eigenen Augen einen Blick in vergangene Zeiten zu werfen.
Ergänzt werden die Präsentationen durch einen Museumsladen, in dem typische kunstgewerbliche Gegenstände erworben werden können. Auf Wunsch werden Führungen angeboten.